# Calomnion iwatsukii
Calomnion iwatsukii är en bladmossart som beskrevs av Dale Hadley Vitt 1995. Calomnion iwatsukii ingår i släktet Calomnion och familjen Calomniaceae. Inga underarter finns listade i Catalogue of Life.